# Construção por contornos
A construção por contornos, ou contour crafting é um processo de construção de edifícios em desenvolvimento por Behrokh Khoshnevis no Instituto das Ciências da Informação da Escola Viterbi para a Engenharia da Universidade do Sul da Califórnia que utiliza um guindaste ou pórtico rolante controlado por computador para construir edifícios de forma rápida e sem a utilização de trabalho braçal. Este conceito foi originalmente proposto como um método de construção de moldes para repartições industriais. Khoshnevis decidiu então adaptar a tecnologia para a construção rápida de residências como uma solução para a reconstrução após desastres naturais, como os terremotos devastadores que que têm atingido o Irã, seu país de origem.
Utilizando uma configuração de construção rápida e materiais que agem como concreto, a construção por contornos constrói as paredes da residência camada por camada até que a estrutura seja coberta por tetos ou novos andares adicionados pelo guindaste. Este sistema possibilita a inserção de diversos componentes estruturais, encanamentos, fiação, utilitários e mesmo dispositivos de lazer e conforto como sistemas audiovisuais e condicionamento de ar na medida em que as camadas da parede são construídas.
Khoshnevis afirma que seu sistema poderia construir uma residência completa em apenas um dia, e seu guindaste movido a eletricidade produziria poucos detritos resultantes do processo de construção. O programa Discoveries This Week do The Science Channel relata que, cionsiderando que a construção convencional de residências gera de 3 a 7 toneladas de detritos e libera gases poluidores através dos escapamentos de seus veículos construtores, a construção por contornos poderia reduzir consideravelmente o impacto ambiental da construção civil.

## Comercialização
A Caterpillar Inc. tem financiado o projeto da Escola Viterbi desde 2008.
Khoshnevis também afirma que a NASA está avaliando a construção por contornos como um método de construção de bases para a colonização de Marte e da Lua.
Em 2009, os estudantes de graduação da Universidade da Singularidade estabeleceram o projeto ACASA tendo Khoshnevis como CTO para comercializar a construção por contornos.